# Калифорния (Колумбия)
Калифорния (исп. California) — город и муниципалитет в северо-восточной части Колумбии, на территории департамента Сантандер. Входит в состав провинции Сото-Норте.

## История
Поселение, из которого позднее вырос город, было основано в 1820 году. Муниципалитет Калифорния был выделен в отдельную административную единицу 13 июня 1901 года.

## Географическое положение

Муниципалитет Калифорния

Город расположен в северо-восточной части департамента, в горной местности Восточной Кордильеры, на расстоянии приблизительно 29 километров к северо-востоку от города Букараманги, административного центра департамента. Абсолютная высота — 2422 метра над уровнем моря.
Муниципалитет Калифорния граничит на севере и западе с территорией муниципалитета Сурата, на юге — с муниципалитетом Чарта, на востоке — с муниципалитетом Ветас, на северо-востоке — с территорией департамента Северный Сантандер. Площадь муниципалитета составляет 261 км².

## Население
По данным Национального административного департамента статистики Колумбии, совокупная численность населения города и муниципалитета в 2015 году составляла 1984 человека.
Динамика численности населения муниципалитета по годам:
| 2005 | 2006 | 2007 | 2008 | 2009 | 2010 | 2011 | 2012 | 2013 | 2014 | 2015 |
| ---- | ---- | ---- | ---- | ---- | ---- | ---- | ---- | ---- | ---- | ---- |
| 1793 | 1812 | 1831 | 1854 | 1872 | 1887 | 1898 | 1920 | 1944 | 1956 | 1984 |

Согласно данным переписи 2005 года мужчины составляли 51,3 % от населения Калифорнии, женщины — соответственно 48,7 %. В расовом отношении всё население города составляли белые и метисы.
Уровень грамотности среди всего населения составлял 93,7 %.

## Экономика
Основу экономики Калифорнии составляет сельское хозяйство.
76,7 % от общего числа городских и муниципальных предприятий составляют предприятия торговой сферы, 21,7 % — предприятия сферы обслуживания, 1,7 % — промышленные предприятия.